# Літературно-меморіальний музей К. Треньова і П. Павленка
1958 року свої двері перед відвідувачам відкрив літературно-меморіальний музей двох талановитих митців - Констянтина Андрійовича Треньова та Петра Андрійовича Павленка. Перший — відомий радянський драматург, удостоєний Державної премії СРСР, другий — письменник та чотириразовий лауреат державної премії СРСР. Цікаво, що будівля, де розміщено музей, будувалася протягом 1937-1939 років, повністю спроектована сином Констянтина Андрійовича, який любив тут працювати, а в 1945-1951 роках жив та творив його зять, Петро Андрійович.

## Особливості виставки
Виставкова експозиція має декілька поверхів. На першому відвідувач поринає у вир життя та творчості Констянтина Треньова, що почав літературну діяльність задовго до приходу радянської влади. В музеї представлено особисті речі письменника: фотографії, рукописи, книги на різну тематику, автографи та навіть відтворено куток інтер'єру з робочого кабінету митця, з його московської квартири.
Окрема кімната виставки відведена для висвітлення найкращого твору літератора — п'єси «Любов Ярова». У своєму творінні автор піднімає питання долі народу, питання патріотизму та становлення людини, як члена суспільства.
В наступному приміщенні відтоврено кримський період творчості Треньова з представлення інформації про численні публіцистичні статті, оповідання та п'єси.
На другому поверсі розташувалася експозиція, що оповідає про життя та творчість Петра Андрійовича Павленка. Зокрема представлено його робочий кабінет, висвітлена творчість, як кіносценариста та місце в післявоєнному літературному житті Криму. Так можна оглянути рукописи, ознайомитися з прототипами творів, дізнатися більше про депутатську діяльність та активну участь в правлінні Союзу радянських письменників. Окрема увага приділена роману "Щастя", що оповідає про період відновлення післявоєнного Криму.

## Використані джерела
1.https://web.archive.org/web/20160215190301/http://crimeamuseums.info/category/yalta/terneve-pavlenko/(рос.)
2.http://yaltacity.at.ua/index/literaturno_memorialnyj_dom_muzej_n_3_birjukova/0-27
- Галереї та музеї Криму[недоступне посилання з липня 2019]